# IIHF Women’s Challenge Cup of Asia 2016
Der IIHF Women’s Challenge Cup of Asia 2016 der Division I war die sechste Austragung des durch die Internationale Eishockey-Föderation IIHF durchgeführten Wettbewerbs. Das Turnier wurde vom 22. bis 26. März 2016 in Taipeh, der Hauptstadt Republik China (Taiwan), ausgetragen. Gespielt wurde im 800 Zuschauer fassenden Annex Ice Rink.
Wie bereits im Jahr zuvor verzichteten die stärksten asiatischen Nationen auf eine Teilnahme, sodass lediglich Mannschaften der Division I am Wettbewerb teilnahmen. Den Titel sicherte sich wie im Vorjahr die Mannschaft der Republik China (Taiwan), die das entscheidende letzte Turnierspiel gegen den späteren Zweitplatzierten Thailand deutlich mit 8:1 gewann.

## Teilnehmer
Von den lediglich drei Teilnehmern des Vorjahres verzichtete lediglich die Mannschaft von Hongkong auf eine erneute Teilnahme.
Dafür nahm Singapur erstmals seit dem Jahr 2014 wieder teil. Zu ihren ersten Auftritten im Rahmen des Wettbewerbs kamen Indien und Malaysia.

## Modus
Die fünf teilnehmenden Mannschaften spielten eine Einfachrunde im Modus Jeder-gegen-Jeden.

## Austragungsort
| \| Taipeh \|                   |
| Austragungsort des Wettbewerbs |
| Taipeh                         |

| Taipeh |

## Turnierverlauf
| 22. März 2016 15:30 Uhr (Ortszeit) | Indien | 1:8 (0.2, 1:4, 1:2) Spielbericht | Singapur | Annex Ice Rink, Taipeh Zuschauer: 100 |

| 22. März 2016 19:00 Uhr | Malaysia | 2:14 (0:4, 1:3, 1:7) Spielbericht | Thailand | Annex Ice Rink, Taipeh Zuschauer: 300 |

| 23. März 2016 15:30 Uhr | Republik China (Taiwan) | 21:0 (9:0, 4:0, 8:0) Spielbericht | Malaysia | Annex Ice Rink, Taipeh Zuschauer: 526 |

| 23. März 2016 19:00 Uhr | Thailand | 12:1 (3:0, 3:0, 6:1) Spielbericht | Indien | Annex Ice Rink, Taipeh Zuschauer: 96 |

| 24. März 2016 15:30 Uhr | Thailand | 9:3 (3:0, 3:2, 3:1) Spielbericht | Singapur | Annex Ice Rink, Taipeh Zuschauer: 88 |

| 24. März 2016 19:00 Uhr | Indien | 0:13 (0:2, 0:7, 0:4) Spielbericht | Republik China (Taiwan) | Annex Ice Rink, Taipeh Zuschauer: 149 |

| 25. März 2016 15:30 Uhr | Malaysia | 6:3 (3:0, 2:3, 1:0) Spielbericht | Indien | Annex Ice Rink, Taipeh Zuschauer: 79 |

| 25. März 2016 19:00 Uhr | Singapur | 1:15 (0:8, 1:4, 0:3) Spielbericht | Republik China (Taiwan) | Annex Ice Rink, Taipeh Zuschauer: 521 |

| 26. März 2016 15:30 Uhr | Singapur | 4:1 (0:0, 2:1, 2:0) Spielbericht | Malaysia | Annex Ice Rink, Taipeh Zuschauer: 197 |

| 26. März 2016 19:00 Uhr | Republik China (Taiwan) | 8:1 (3:1, 3:0, 2:0) Spielbericht | Thailand | Annex Ice Rink, Taipeh Zuschauer: 793 |

| Pl. |                         | Sp | S | OTS | OTN | N | Tore  | Punkte |
| 1.  | Republik China (Taiwan) | 4  | 4 | 0   | 0   | 0 | 57:02 | 12     |
| 2.  | Thailand                | 4  | 3 | 0   | 0   | 1 | 36:14 | 9      |
| 3.  | Singapur                | 4  | 2 | 0   | 0   | 2 | 16:26 | 6      |
| 4.  | Malaysia                | 4  | 1 | 0   | 0   | 3 | 09:42 | 3      |
| 5.  | Indien                  | 4  | 0 | 0   | 0   | 4 | 05:39 | 0      |

Abkürzungen: Pl. = Platz, Sp = Spiele, S = Siege, OTS = Siege nach Verlängerung (Overtime) oder Penaltyschießen, OTN = Niederlagen nach Verlängerung oder Penaltyschießen, N = Niederlagen